# 闽北语
闽北语（羅馬字：Mâing-bă̤-ngṳ̌），又稱闽北话，是漢語族閩語支之下的一种语言，通行于福建北部地区（闽北地区），包括武夷山市、建瓯市、松溪县、政和县，浦城县南部，顺昌县大部分地区，以及南平市区（建阳区、延平区）的大部分地区。

## 历史
福建古为百越的七闽地。战国末期，越国为楚国所灭，其王族率部众迁来福建，与当地原住民融合，形成闽越族，建立闽越国。这些福建原住民所操的语言是闽越语。根据现代语言学家的语言比较可知，古代闽越语与现代壮侗语系存在一定血缘关系。今日各闽语都存在大量“有音无字”的词汇，不少是从壮侗语系语言中保留下来的词汇底层。
历史上，闽越国曾一度是中原政权东南方最强大的一支势力，而闽越文明的发祥地正位于闽北的武夷山脚下。今武夷山市兴田镇的城村汉城遗址，是闽越历史上第一个都城的遗迹，由此可以证明闽北地区是福建最早被开发的一块区域。
前110年，汉武帝派兵灭亡闽越国，将闽越人举国迁徙到江淮流域一带。此后，汉朝驻军在这片土地上定居，成为来福建的第一批汉人。这些汉军多为江东的吴人和江西的楚人，他们将自己的母语——古吴语和古楚语（古湘语）带入了福建。此后，避难百姓、亡命者以及流放者相继来到福建，其中，吴人多自仙霞岭经浦城进入闽北，而楚人多越过武夷山进入闽北和闽中。这些汉人在与闽越人接触中，将闽越语元素融入了自身的语言中，最后形成了原始闽语。
203年（建安八年），在今建瓯之地设立建安郡。此后，建瓯成为闽北的政治文化中心。西晋末年，发生永嘉之乱，大量中原的汉人迁入福建避难，史称“衣冠南渡，八姓入闽”。建安郡人口激增，新的移民带来了大量中原汉语的音素。唐朝末年，河南固始人王审潮、王审知兄弟率军攻入福建，后建立闽国政权。王审知在位期间实行仁政，使大量避难中原人来到福建定居，这些人带来了许多中古汉语的音素。943年，闽国宗室王延政割据建州，自称殷帝，与福州的闽帝分庭抗礼。这些事件都对闽北语的形成产生深远的影响。
原始闽语分化为各闽语的具体时间不详，今日的语言学界存在很大的争议。不过，从对《集韵》中语音的分析可以发现，闽语分化的时间在宋朝初年以前，当时建州（闽北）、福州（闽东）、泉州（闽南）三地的方言已经出现了明显的差异。语言学家李如龙认为各闽语的分化时间是在唐末五代时期。李如龙还认为，闽北语是福建境内最早形成的方言，在六朝时期就形成了。
學術界一般認為建甌話（芝城話）是閩北語的標準音。建瓯古时为建安郡、建州、建宁府的治所在地，为闽北政治文化中心，因此建甌話在閩北語諸方言中影響力最大，被學者當做闽北語的代表方言，而建甌話又以城關腔（城關話）為標準音。
南宋时，由于范汝为起义，闽北人口锐减，吴人逐渐移居浦城，抚州、信州的赣人大量移居邵武、将乐一带，使浦城中北部蜕变为吴语区，邵武、将乐一带的闽北语被赣语化，最终形成邵将语。
明朝中叶，由于邓茂七起义，朝廷析沙县南部设立永安县。此后，由于特殊的地理环境和社会生活，永安、沙县一带的使用的闽北语逐渐演变为闽中语。
1795年（清乾隆六十年），建寧府刊行韻書《建州八音字義便覽》，簡稱《建州八音》。該書由福清人林端材模仿閩東語福州話的韻書《戚林八音》編寫而成，是歷史上第一部建甌話韻書。1900年，西方傳教士參照此韻書，發明了建寧府土腔羅馬字來表記閩北語。
近代以来，闽北地区人口变动较大，闽北语诸方言之间发生了较大的差异。加上建瓯的逐渐没落，建瓯话的影响力大不如前，各地方言之间沟通存在一定困难。中华人民共和国成立后，由于政府推广普通话，再加上延平区南平官话（官话在南平境内的方言岛）的长期影响，普通话在南平全境已经大体通行。相对地，闽北语的使用范围则越来越小。
今日的闽北语中保留了古汉语中众多的语音特点和古汉语词汇和构词方法。例如，在闽北语建瓯话中，称“漂亮”为“雅视”（ngǎ-sĭ，亦写作“雅式”）、称“锅”为“鼎”（diǎng）、称“筷子”为“箸”（dṳ̄），皆是古代汉语的说法。

## 分布地区
使用范围为福建省中北部闽北地区的7个县、市、区，包括松溪、政和两县和建瓯、武夷山两市的全部；南平市大多数乡镇（市区一部分及樟湖、太平二乡除外）；浦城县南部的石陂、水北、濠村、山下乡（约占全县三分之一）；顺昌县的高阳、大历、岚下、际会、仁寿、洋墩、埔上、建西的多数地区（接近半个县）。此外，宁德的周宁、屏南二县西部边界的少数村落也通行闽北语。
闽北语在东南亚地区如马来西亚、新加坡和印尼有分布。使用者均是闽北移民的后裔。近年来因为闽北语的使用范围缩小，许多海外闽北人转而使用范围较广的现代标准汉语或者闽南语。

## 方言
閩北語之下的方言可分為東西兩片，松溪、建溪流域的松溪縣、政和縣、建甌市、南平市為建瓯片（又称东溪片），以建瓯话為代表；崇陽溪流域的建陽市、武夷山市為建阳片（又称西溪片），以建陽話為代表。
建甌話與東片各地的口音比較接近，西片口音在建甌市西部也有一定反映。建甌市區通行的芝城口音，與東、西兩片的口音存在著一定的差異。
邵武、將樂一帶通行的邵將話是閩北語和贛語混合型土語。語言學界曾一度將其劃為閩北語或贛語的方言，今日已被單獨劃出，直接隸屬於閩語，稱為邵將語（或稱閩贛語）。

## 音韻體系
沿海闽语可能来自一个同一个部位带4种发音方法的塞音塞擦音对立的原始闽语(如/t/、/tʰ/、/d/和/dʱ/)，而闽北语则好包括另外一清一浊两套。:224–224, 228–229:228–230:100–104
闽北语中，这些声母的声调演化与其他塞音塞擦音声母字都不同。
另外，尽管建瓯和政和话中这些声母发展为清不送气声母(与沿海闽语同)，但在建阳和武夷山话中则演化为浊响音或零声母。:56
因为这些演化的存在，罗杰瑞称这些声母为“软化的”塞音和塞擦音。:228–231
在閩北語各方言音韻體系都不盡相同，就連聲母、韻母和聲調的數目都差別迥異。《建州八音》將閩北語建甌話定為15個聲母、34個韻母和7個聲調。不過，根據福建學者在1984年的調查，建甌話已經僅存6個聲調。但在建陽話裡，卻有18個聲母和8個聲調。
| 分片   | 東溪片 | 東溪片 | 東溪片 | 東溪片   | 西溪片 | 西溪片         |
| 方言   | 建甌   | 松溪   | 政和   | 浦城石陂 | 建陽   | 崇安（武夷山） |
| ------ | ------ | ------ | ------ | -------- | ------ | -------------- |
| 聲母數 | 15     | 15     | 15     | 24       | 18     | 18             |
| 韻母數 | 34     | 30     | 33     | 30       | 34     | 31             |
| 聲調數 | 6      | 8      | 7      | 6        | 8      | 7              |

閩北語兩個片區的聲調差別迥異，但總體而言，除了上聲不分陰陽之外，其他聲調皆可區分陰陽；唯一些方言的部份聲調發生了歸併現象，例如：建甌話的陽平和石陂話的陽入，就被併入了陰去。有些方言中，陽平聲調發生了分化，產生了兩種不同的聲調，分別稱為陽平甲、陽平乙（又作陽平一、陽平二）。
| 各方言的調值 | 陰平 | 陽平     | 陽平     | 上聲 | 陰去 | 陽去 | 陰入 | 陽入     |
| 各方言的調值 | 陰平 | 甲       | 乙       | 上聲 | 陰去 | 陽去 | 陰入 | 陽入     |
| ------------ | ---- | -------- | -------- | ---- | ---- | ---- | ---- | -------- |
| 建甌         | 54   | 併入陰去 | 併入陰去 | 21   | 33   | 44   | 24   | 42       |
| 松溪         | 53   | 44       | 21       | 213  | 33   | 45   | 24   | 42       |
| 政和         | 54   | 33       | 21       | 212  | 42   | 44   | 24   | 併入陰去 |
| 浦城石陂     | 53   | 42       | 42       | 21   | 33   | 45   | 214  | 併入陰去 |
| 建陽         | 53   | 334      | 41       | 21   | 332  | 43   | 214  | 4        |
| 武夷山       | 52   | 33       | 33       | 21   | 22   | 55   | 35   | 5        |

建甌話沒有明顯的變調和輕聲。有些上聲字組成的雙音詞，在連讀時，前字讀作陰去調。例如「老虎」為[lau˨˩ kʰu˨˩]，快讀時可讀作[lau˧˧ kʰu˨˩]，但不可以普遍類推，讀作原調亦可。名詞詞尾「仔」[tsiɛ˨˩]必須輕讀，但與其上聲的原調值並無明顯差異。

## 腳註
1. ↑  Wurm et al. (1987).
2. ↑  Hammarström, Harald; Forkel, Robert; Haspelmath, Martin; Bank, Sebastian (编). . . Jena: Max Planck Institute for the Science of Human History. 2016.
3. ↑  .   [2015-09-20]. （原始内容存档于2016-03-07）.
4. 1 2 3  侯精一主編，《現代漢語方言概論》，上海教育出版社2002年出版，208~209頁
5. ↑  .   [2015-09-20]. （原始内容存档于2015-04-05）.
6. 1 2 3   李如龙. . 福州: 福建人民出版社. 2000: 26–62. ISBN 9787211024063 （简体中文）.
7. ↑  福建概览 方言[永久]
8. ↑  《建甌方言詞典·引論》，第4頁
9. 1 2  Norman (1973).
10. ↑  Norman (1988).
11. ↑  Branner (2000).
12. ↑  Handel (2003).
13. ↑  建瓯县志·第三十六篇·第一节 （页面存档备份，存于）　声韵调
14. ↑  .   [2014-11-06]. （原始内容存档于2014-11-06）.
15. ↑  《建甌方言詞典·引論》，第7頁

## 外部連結
- 福建方言分布图 （页面存档备份，存于）
- Min Dialect Classification （页面存档备份，存于）
- 闽北语ISO代码 （页面存档备份，存于）